# Волосян Віктор Іванович
Ві́ктор Іва́нович Волося́н — майор Збройних сил України.
Станом на червень 2015 року — заступник командира батальйону з роботи з особовим складом, 17-й окремий мотопіхотний батальйон 57-ї бригади.

## Нагороди
За особисту мужність і героїзм, виявлені у захисті державного суверенітету та територіальної цілісності України, вірність військовій присязі під час російсько-української війни нагороджений
- орденом Богдана Хмельницького III ступеня (27.6.2015).